# Karuzi
Karuzi oder Karusi ist eine Stadt in Burundi. Sie ist Hauptstadt der gleichnamigen Provinz Karuzi. 2007 hatte Karuzi etwa 11.000 Einwohner.
Die Stadt liegt auf 1600 m Höhe.